# Ковалівка (заказник)
Ковалі́вка — ландшафтний заказник місцевого значення в Золотоніському районі Черкаської області.

## Опис
Площа 31,6 га. Як об'єкт природно-заповідного фонду створено рішенням Черкаської обласної ради від 21.06.2024 № 24-45/VIII.
Заказник розташований біля с. Ковалівка Золотоніського району. Територія має природоохоронне та естетичне значення. 
Землекористувач та землевласник — Шрамківська сільська територіальна громада.